# Tournoi de tennis de Boise
Le tournoi de tennis de Boise (Idaho, États-Unis) est un tournoi de tennis féminin du circuit professionnel WTA.
Il n'a eu lieu que deux fois, en 1979 et en 1980.

## Palmarès

### Simple
| No | Date       | Nom et lieu du tournoi       | Catégorie | Dotation | Surface    | Vainqueure       | Finaliste        | Score    |         |
| -- | ---------- | ---------------------------- | --------- | -------- | ---------- | ---------------- | ---------------- | -------- | ------- |
| 1  | 22-01-1979 | Avon Futures of Boise, Boise | Futures   | 25 000 $ | Dur (int.) | Sylvia Hanika    | Sherry Acker     | 6-3, 6-2 | Tableau |
| 2  | 28-01-1980 | Avon Futures of Idaho, Boise | Futures   | 25 000 $ | Dur (int.) | Roberta McCallum | Rosalyn Fairbank | 6-4, 6-1 | Tableau |

### Double
| No | Date       | Nom et lieu du tournoi      | Catégorie | Dotation | Surface    | Vainqueures                 | Finalistes                            | Score    |         |
| -- | ---------- | --------------------------- | --------- | -------- | ---------- | --------------------------- | ------------------------------------- | -------- | ------- |
| 1  | 22-01-1979 | Avon Futures of Boise Boise | Futures   | 25 000 $ | Dur (int.) | Sherry Acker Mary Carillo   | Stephanie Tolleson Valerie Ziegenfuss | 6-3, 6-2 | Tableau |
| 2  | 28-01-1980 | Avon Futures of Idaho Boise | Futures   | 25 000 $ | Dur (int.) | Mary Carillo Florenta Mihai | Diane Desfor Barbara Hallquist        | 6-1, 6-4 | Tableau |